# OPI
 Denne artikel bør gennemlæses af en person med fagkendskab for at sikre den faglige korrekthed.

OPI (Open Prepress Interface) er et PostScript format,der beskriver hvilke navn, placering, drejningsvinkel og andre elementer en billedplacering har.